# مسجد طه (سنغافورة)
مسجد طه Masjid Taha أو مسجد طه هو مسجد يقع في جيلانج ، سنغافورة . وهو المسجد الوحيد للطائفة الإسلامية الأحمدية في البلاد. يقع في طريق أونان، بجوار مسجد خالد، وهو مسجد رئيسي.
مسجد طه هو أحد مسجدين في سنغافورة لا يديرهما مجلس علماء الإسلام في سنغافورة، بسبب الاختلاف في المعتقدات الدينية بين الجماعة الإسلامية الأحمدية في سنغافورة والمسلمين السنغافوريين الذين هم في الغالب من سنة شافعية.

## النقل
يمكن الوصول إلى المسجد من محطة مترو بايا ليبار.